# Larissa Oliveira
Larissa Martins de Oliveira (Juiz de Fora, 16 de fevereiro de 1993) é uma nadadora brasileira especialista em nado livre.

## Trajetória esportiva

### 2012–16
No Campeonato Mundial de Natação em Piscina Curta de 2012 em Istambul, Larissa terminou em sexto lugar no revezamento 4x100 metros livre, decimo lugar no revezamento 4x100 metros medley, 12º lugar nos 100 metros livre e 38º lugar nos 200 metros livre. Ela bateu o recorde sul-americano nos 4x100 metros medley com o tempo de 3m57s66, junto com Fabíola Molina, Daynara de Paula e Beatriz Travalon.
Larissa nadou em três provas no Campeonato Mundial de Esportes Aquáticos de 2013 em Barcelona. No revezamento 4x100 metros livre, ela bateu o recorde sul-americano com o tempo de 3m41s05, junto com Daynara de Paula, Graciele Herrmann e Alessandra Marchioro e time brasileiro terminou em 11º lugar. Ela também terminou em décimo lugar nos 4x200 metros livre, junto com Jéssica Cavalheiro, Carolina Queiroz e Manuella Lyrio, e em 12º nos 4x100 metros medley, junto com Etiene Medeiros, Beatriz Travalon e Daynara de Paula.
Em 3 de setembro de 2014, participando do Troféu José Finkel (competição de piscina curta) em Guaratinguetá, ela bateu o recorde sul-americano dos 4x200 metros livre, com o tempo de 7m58s54, junto com Gabrielle Roncatto, Aline Rodrigues e Daniele de Jesus. Em 6 de setembro, bateu o recorde sul-americano dos 100 metros livre, com o tempo de 52s88.
No Campeonato Mundial de Natação em Piscina Curta de 2014 em Doha, no Qatar, Larissa obteve sua primeira medalha em mundiais ao conquistar a medalha de ouro no revezamento 4x50 metros medley misto, em equipe formada por Felipe França, Etiene Medeiros e Nicholas Santos. O Brasil ganhou a prova batendo o recorde sul-americano com o tempo de 1m37s26, quase batendo o recorde mundial dos Estados Unidos, de 1m37s17. Sua segunda medalha foi a medalha de bronze no revezamento 4x50 metros livre misto do Brasil, junto com César Cielo, João de Lucca e Etiene Medeiros. O revezamento quebrou o recorde sul-americano com a marca de 1m29s17, a apenas quatro centésimos da Rússia, que obteve a medalha de prata. Larissa também esteve em outras finais: ficou em quinto lugar nos 4x50 metros medley feminino (1m46s47, recorde sul-americano) em revezamento formado por Larissa, Etiene Medeiros, Ana Carla Carvalho e Daynara de Paula; e obteve o sétimo lugar nos 4x100 metros livre feminino (3m33s93, recorde sul-americano), e o oitavo lugar na final dos 4x50 metros livre feminino (1m38s78, recorde sul-americano), ambos os revezamentos formados por Larissa, Daiane Oliveira, Alessandra Marchioro e Daynara de Paula. Outros resultados neste campeonato foram o décimo lugar nos 100 metros livre (quebrando o recorde sul-americano na semifinal, com a marca de 52s75), o 14º lugar nos 50 metros livre, e o 20º lugar nos 200 metros livre. 
Em dezembro de 2014, no Open realizado no Rio de Janeiro, Larissa bateu o recorde sul-americano dos 100 metros livre, com o tempo de 54s61.
Em abril de 2015, participando do Troféu Maria Lenk no Rio de Janeiro, ela quebrou o recorde sul-americano dos 200 metros livre, com o tempo de 1m58s53, e o do revezamento 4x200 metros livre, com 8m03s22, junto com Joanna Maranhão, Manuella Lyrio e Gabrielle Roncatto.
Nos Jogos Pan-Americanos de 2015 em Toronto, no Canadá, Larissa ganhou três medalhas em três revezamentos brasileiros: uma prata no 4x200 metros livre, batendo o recorde sul-americano com o tempo de 7m56s36, junto com Manuella Lyrio, Jéssica Cavalheiro e Joanna Maranhão; e dois bronzes nos revezamentos 4x100 metros livre (neste, quebrando o recorde sul-americano, com o tempo de 3m37s39, junto com Etiene Medeiros, Graciele Herrmann e Daynara de Paula) e nos 4x100 metros medley (junto com Jhennifer Conceição, Etiene Medeiros e Daynara de Paula). Também terminou em quinto lugar nos 100 metros livre, igualando seu recorde sul-americano, com a marca de 54s61, e quinto lugar nos 200 metros livre.
No Campeonato Mundial de Esportes Aquáticos de 2015 em Kazan, na Rússia, Larissa terminou em sexto lugar nos 4x100 metros livre misto, junto com Bruno Fratus, Matheus Santana e Daynara de Paula, quebrando o recorde sul-americano com o tempo de 3m25s58;décimo lugar nos 4x200 metros livre, junto com Jéssica Cavalheiro, Joanna Maranhão e Manuella Lyrio; 11º lugar nos 4x100 metros livre, junto com Daynara de Paula, Graciele Herrmann e Etiene Medeiros; 14º lugar nos 4x100 metros medley; 19º lugar nos 100 metros livre, e 27º lugar nos 200 metros livre.
No Troféu Maria Lenk realizado no Rio de Janeiro em abril de 2016, ela bateu o recorde sul-americano dos 100 metros livre, com o tempo de 54s03, e dos 200 metros livre, com o tempo de 1m57s37.

### Jogos Olímpicos de 2016
Larissa participou das Olimpíadas de 2016 no Rio de Janeiro, e nadou em cinco provas, mas não conseguiu chegar a uma final: foi 21ª nos 100 metros livre feminino, 35ª nos 200 metros livre, 13ª no revezamento 4x100 metros medley e 11ª nos revezamentos 4x100 metros e 4x200 metros livre.

### 2016–20
No Troféu José Finkel (piscina curta) de 2016, quebrou o recorde sul-americano no revezamento 4 × 200 metros livre, com o tempo de 7m52s71, junto com  Manuella Lyrio, Joanna Maranhão e Aline Rodrigues.
No Campeonato Mundial de Natação em Piscina Curta de 2016, na cidade de Windsor, no Canadá, ela ganhou uma medalha de prata no revezamento 4x50 medley misto, no dia 8 de dezembro, junto com Felipe Lima, Nicholas Santos e Etiene Medeiros.Ela também terminou em 20º nos 50m livre, em 15º nos 100m livre
,e em 13º nos 200m livre.
Em 9 de março de 2017, uma árvore caiu em seu carro e atingiu sua coxa, causando uma lesão muito grave. Quase quatro meses depois, ela voltou a competir.
No Troféu José Finkel de 2018, ela bateu os recordes sul-americanos em piscina curta dos 100m livres(52.45) e dos 200m livers (1m54s50), se classificando para o Mundial de Piscina Curta de 2018.
No Campeonato Mundial de Piscina Curta de 2018 em Hangzhou, China, ela terminou em 5º lugar no revezamento 4x50m livre misto, 9º no revezamento 4x50m medley misto, 11º nos 100m livres e 11º nos 200m livres. Escolheu não nadar os 50m livres.
Nos Jogos Pan-Americanos de 2019, realizados em Lima, Peru, Larissa conquistou o notável número de 7 medalhas na competição, entrando na lista dos maiores medalhistas do Brasil na história do Pan. Ela obteve seu primeiro ouro em Pans (4x100 m medley misto), obteve suas primeiras medalhas individuais (bronze nos 100m e 200m livres), e ganhou 2 pratas nos 4x100m livres e 4x100 m livre misto, e 2 bronzes no 4x200m livre e 4x100m medley.

## Recordes
Larissa Oliveira é a detentora, ou ex-detentora, dos seguintes recordes:
Piscina olímpica (50 metros)
- Recordista sul-americana dos 100 metros livre: 54s03, obtidos em 19 de abril de 2016
- Ex-recordista sul-americana dos 200 metros livre: 1m57s37, obtidos em 17 de abril de 2016
- Recordista sul-americana dos 4x100 metros livre: 3m37s39, obtidos em 14 de julho de 2015 com Daynara de Paula, Graciele Herrmann e Etiene Medeiros
- Recordista sul-americana dos 4x200 metros livre: 7m55s68, obtidos em 6 de agosto de 2016 com Jéssica Cavalheiro, Manuella Lyrio e Gabrielle Roncatto
- Recordista sul-americana dos 4x100 metros livre misto: 3m25s58, obtidos em 8 de agosto de 2015 com Matheus Santana, Bruno Fratus e Daynara de Paula
- Recordista sul-americana dos 4x100 metros medley misto: 3m47s99, obtidos em 13 de dezembro de 2017 com Leonardo de Deus, Pedro Cardona e Daiene Dias

Piscina semi-olímpica (25 metros)
- Recordista sul-americana dos 100 metros livre: 52.45, obtidos em 26 de agosto de 2018
- Recordista sul-americana dos 200 metros livre: 1:54.50, obtidos em 27 de agosto de 2018
- Recordista sul-americana dos 4x50 metros livre: 1:38.78, obtidos em 7 de dezembro de 2014 com Daynara de Paula, Daiane Oliveira e Alessandra Marchioro
- Recordista sul-americana dos 4x100 metros livre: 3:33.93, obtidos em 5 de dezembro de 2014 com Daynara de Paula, Daiane Oliveira e Alessandra Marchioro
- Ex-recordista sul-americana dos 4x200 metros livre: 7:58.84, obtidos em 3 de setembro de 2014 com Gabrielle Roncatto, Aline Rodrigues e Daniele de Jesus
- Recordista sul-americana dos 4x50 metros medley: 1:46.47, obtidos em 5 de dezembro de 2014 com Ana Carla Carvalho, Daynara de Paula e Etiene Medeiros
- Recordista sul-americana dos 4x100 metros medley: 3:57.66, obtidos em 14 de dezembro de 2012 com Fabíola Molina, Beatriz Travalon e Daynara de Paula
- Recordista sul-americana dos 4x50 metros livre misto: 1:29.17, obtidos em 6 de dezembro de 2014 com César Cielo, João de Lucca e Etiene Medeiros
- Recordista sul-americana dos 4x50 metros medley misto: 1:37.26, obtidos em 4 de dezembro de 2014 com Nicholas Santos, Etiene Medeiros e Felipe França